# Colonia Dignidad
Kolonii Dignidad založil v Chile v roce 1961 Paul Schäfer, zdravotník wehrmachtu a pedofil, rovněž evangelický kazatel. Na území u úpatí And vylákal desítky německých věřících. V jeho aktivitách jej rovněž podporoval i chilský diktátor Augusto Pinochet.
Zprávy o skutečném dění sektářské kolonie začaly vycházet najevo roku 1988, kdy vystoupili dva bývalí členové sekty.
V současné době 120 bývalých členů vymáhá odškodnění na chilském státu a rovněž i od Německa. Samotný vůdce sekty Schäfer byl zatčen až v roce 2005 v Argentině. 
Od roku 2005 se kolonie nazývá Villa Baviera.  

## Colonia Dignidad v kultuře
Skutečnými událostmi z kolonie se inspiruje německo-lucembursko-francouzské drama Kolonie režiséra Floriana Gallenbergera, které mělo premiéru v roce 2015. Hlavní role ztvárnili herci Emma Watsonová a Daniel Brühl.